# Zvon Zikmund (Krakov)

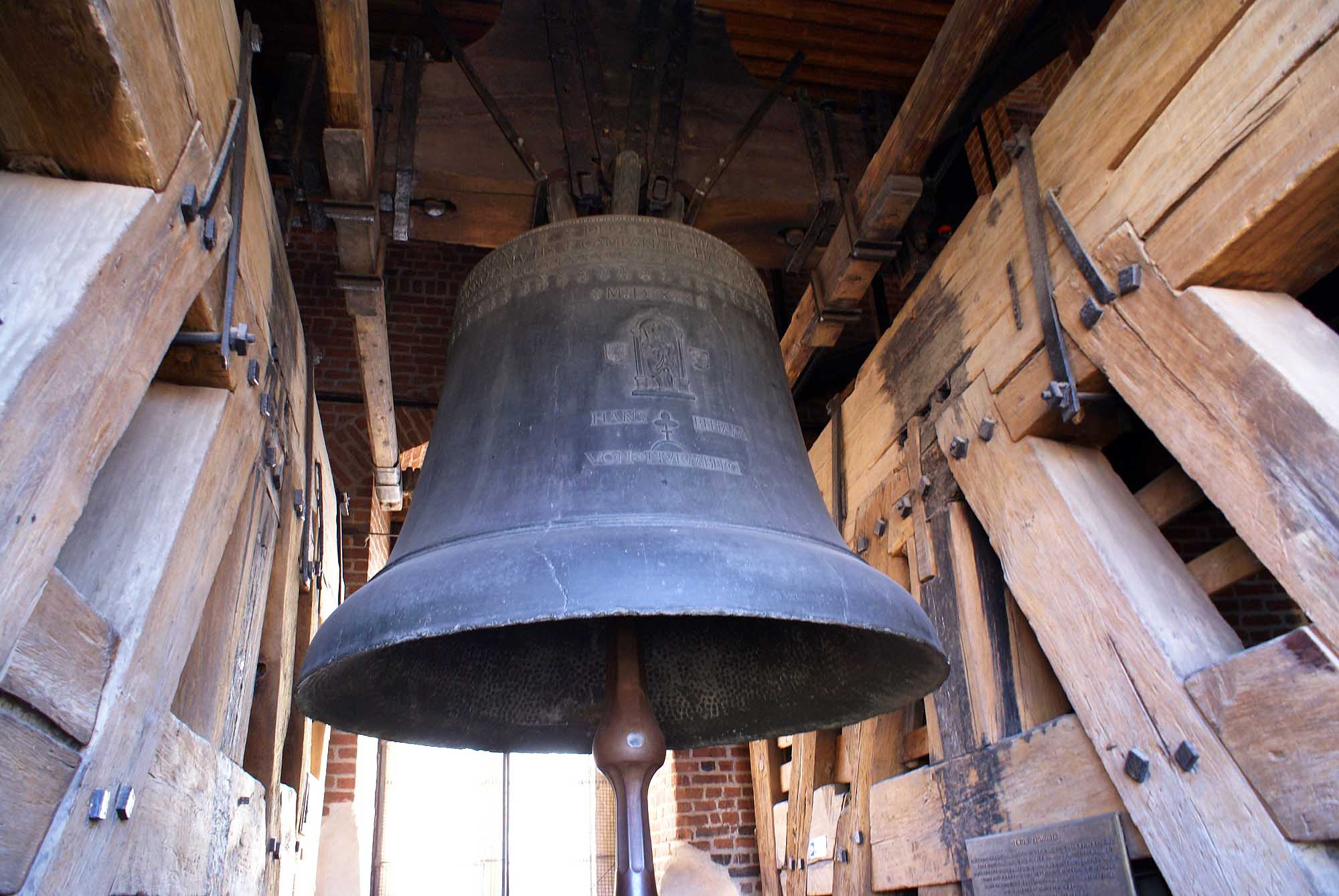

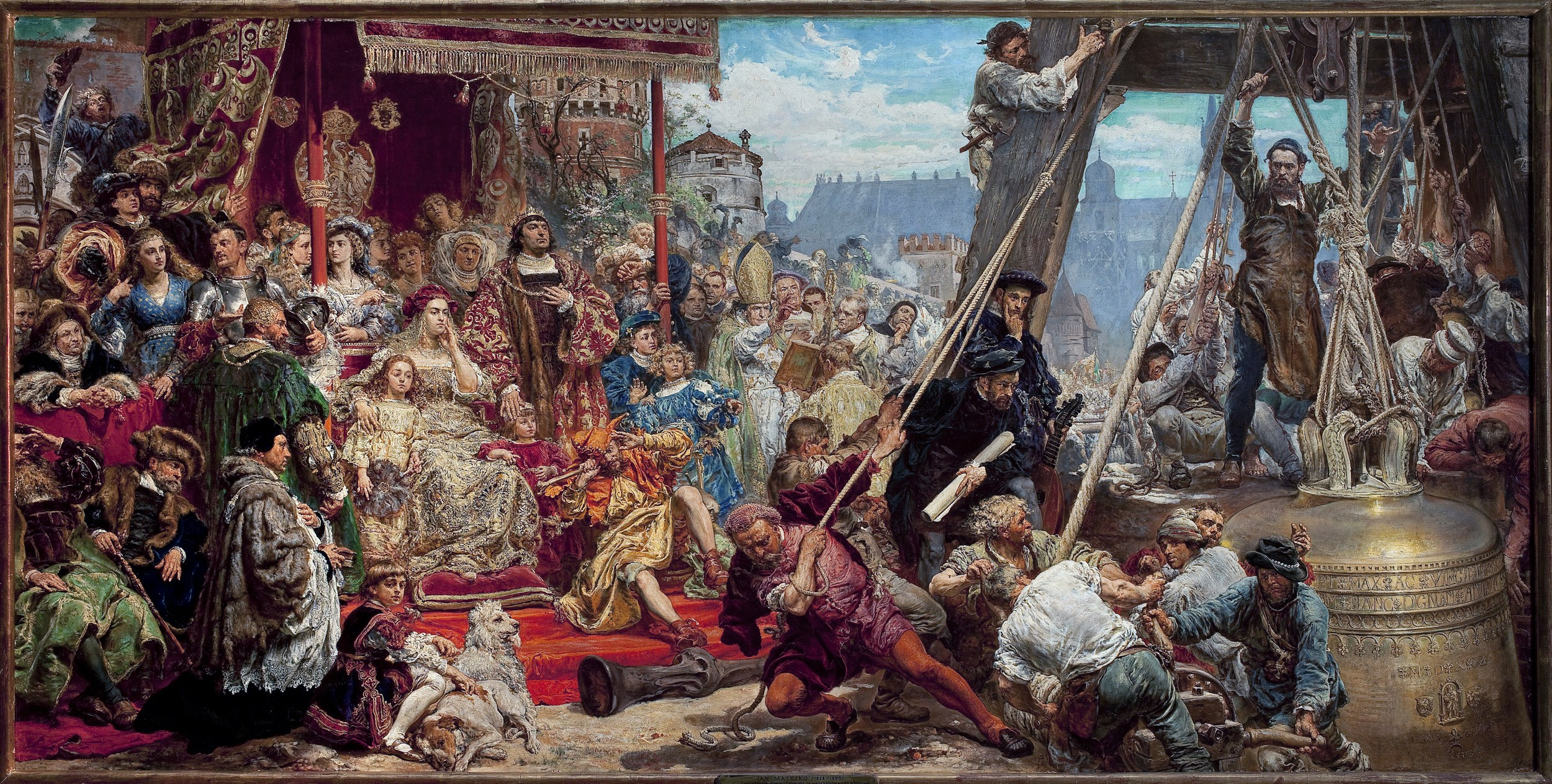
Jan Matejko: Zavěšení zvonu Zikmund

Zvon Zikmund (polsky Zygmunt) je zvon na Zikmundově věži v severní části katedrály na Wawelu v polském Krakově. Byl financován Zikmundem I. Starým, po kterém nese jméno. Zvon vyrobil Hans Beham z Norimberku v roce 1520. Na plášti zvonu jsou viditelné postavy světců Zikmunda a Stanislava a erby Polska a Litvy. Na věž byl, téměř 11tunový zvon, umístěn 9. července 1521 a poprvé zazněl 13. července 1521. Byl největším polským zvonem až do roku 1999. Zikmund svým zvoněním doprovází nejdůležitější církevní a národní svátky a slavnosti. Každoročně zazní přibližně během 30 takových příležitostí, včetně Nového roku, Květné neděle, Velikonoc, 3. května (slavnost polské Ústavy), Božího těla, Dne Všech svatých, Dne nezávislosti a Vánoc. Kromě toho zvoní také během událostí důležitých pro Krakov a Polsko. Je to nejznámější polský zvon , mezi ostatními vyzval dne 5. ledna 2023 - XV. Benedikta ve Vatikánu